# هارفي هاردي
هارفي هاردي (بالإنجليزية: Harvey Hardy)‏ هو لاعب كرة قدم أمريكية أمريكي، ولد في 27 نوفمبر 1922 في توماستون في الولايات المتحدة، وتوفي في 15 سبتمبر 1992 في ليكلاند في الولايات المتحدة.